# Dravidogecko douglasadamsi
Dravidogecko douglasadamsi — вид геконоподібних ящірок родини геконових (Gekkonidae). Ендемік Індії. Вид названий на честь британського письменника Дугласа Адамса. Описаний у 2019 році.

## Поширення і екологія
Dravidogecko douglasadamsi мешкають в окрузі Тірунелвелі в штаті Тамілнад на півдні Індії. Вони живуть у вічнозелених і напіввічнозелених вологих тропічних лісах Західних Гат.